# Cinchona officinalis
La calissaia (Cinchona officinalis) és una espècie de planta amb flors del gènere Cinchona dins la família de les rubiàcies (Rubiaceae). És nativa del sud d'Equador i s'utilitza en medicina i a l'alimentació, ha estat introduïda a altres zones d'Amèrica tropical i a Guinea.
Addicionalment pot rebre el nom de cincona.
És planta nativa dels boscos montans humits entre 1.600-2.700 metres d'altitud.
És un arbust o un arbre amb l'escorça rugosa i amb branquetes cobertes de pels menuts. Les inflorescències són panícules terminals. Fruit en càpsula oblonga d'1,5-2 cm de llargada, gairebé glabra.
És una planta medicinal, una de les diverses espècies de Cinchona usades en la producció de quinina, especialment útil contra la malària.